# Laguna Negra (Uruguay)
La laguna Negra, también conocida como laguna de los Difuntos (ya que en las cuevas de los Cerritos presentes allí antiguamente los indígenas enterraban a sus muertos), es una laguna del sureste de Uruguay ubicada en el departamento de Rocha.
Integra el Parque Nacional Laguna Negra bajo el Sistema Nacional de Áreas Protegidas de Uruguay. El 20 de febrero del 2025 mediante el Decreto Nº 43/025, se aprueba la selección y delimitación del área natural protegida Laguna Negra, y su ingreso al Sistema Nacional de Áreas Protegidas (SNAP) bajo la categoría de Parque Nacional.
Tiene una superficie de 182 km² y su profundidad alcanza como máximo los 5 metros. Es una gran reserva de agua dulce con un alto grado de pureza. Su lecho está compuesto por una turba muy fragmentada y sus partículas en suspensión resultan casi imperceptibles y difíciles de filtrar. 
Históricamente la laguna drenó sus aguas a través del arroyo de Los Indios y de este, por el arroyo San Miguel, hacia la laguna Merín. Finalmente, por el río o canal San Gonzalo, el agua derivaba a la Laguna de los Patos y, de ésta, al océano Atlántico. Con la construcción de piletas de secado de sales marinas se obstruyó el curso del arroyo de Los Indios, provocando la inundación de la zona circundante y el aumento del nivel de agua de los bañados y esteros. Para evitar este fenómeno, en 1985 se construyó por parte del ejército un canal que conecta los bañados de San Miguel con el mar, a la altura del balneario La Coronilla. El canal fue proyectado y su obra dirigida por el ingeniero Luis Andreoni y todavía lleva su nombre.

## Clima

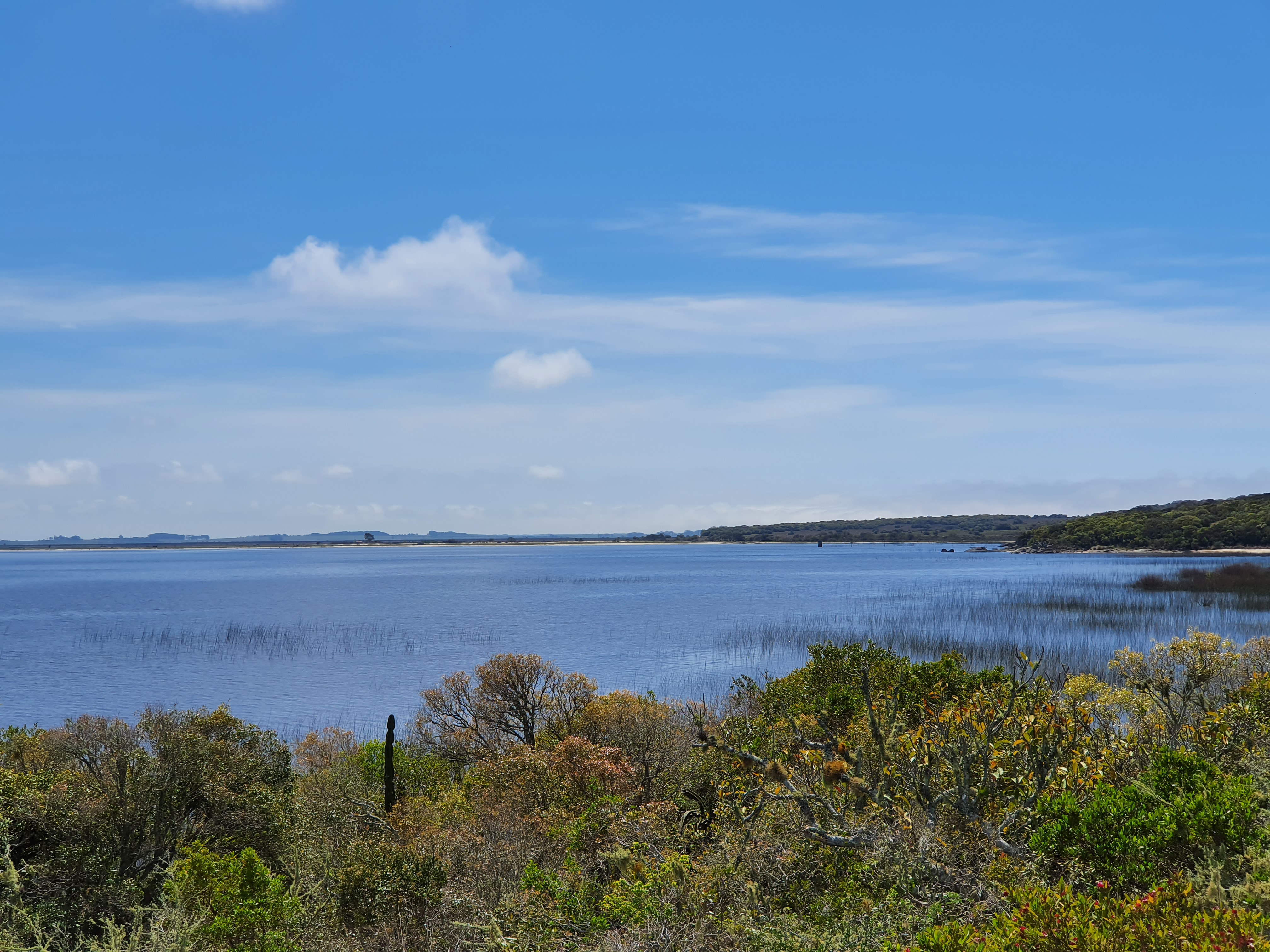
Laguna Negra. Rocha, Uruguay.

La temperatura media anual es de 16 °C, alcanzando en los meses cálidos una temperatura máxima media de 27,9 °C y en los meses fríos una mínima media de 6,4 °C. El promedio de días con precipitaciones en el año es de 79, siendo las precipitaciones medias anuales de 1.122 mm, que equivale a litros de agua por metro cuadrado de terreno (l/m²). Los vientos tienen una importante incidencia en dirección Este-Noreste.

## Hidrografía

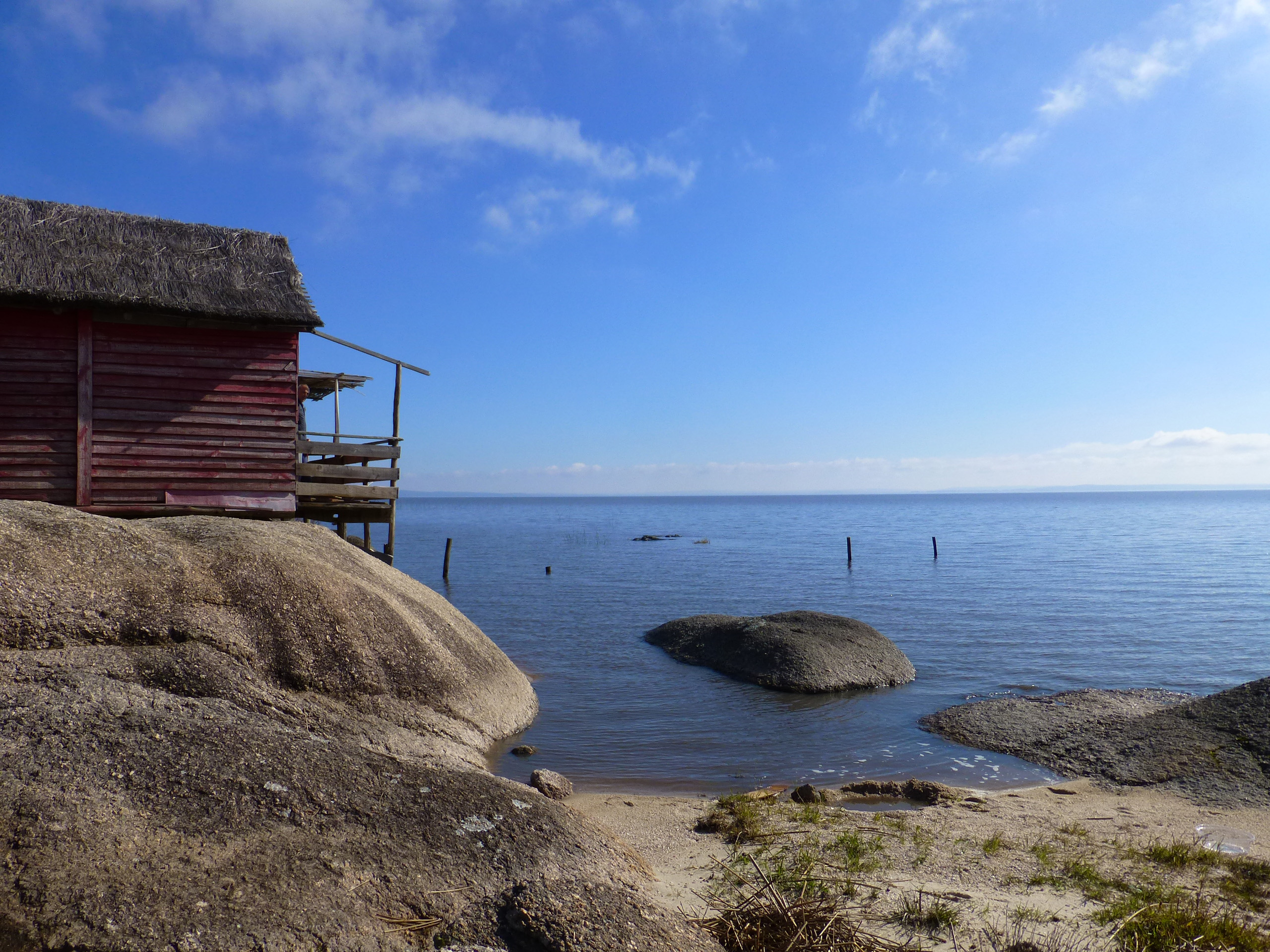
Laguna Negra. Año 2014.

La cuenca de la Laguna Negra vierte sus aguas de modo artiricial al Océano Atlántico. Dicha cuenca está conformada por los siguientes cursos de agua: Cañada del Paso Bañado, Cañadas de las Cachimbas, Cañada del Paso Hondo, parte de la Cañada Grande, cañada Chica, parte de cañada Facundo, arroyo Del Sauce, arroyo Valentín, parte del arroyo Del Peñón, arroyo Tranqueras, arroyo Del Pescado, arroyo de Los Indios, arroyo Sarandí de la Horqueta, arroyo San Miguel, y parte del arroyo Averías.